# Twi-Light (nhóm nhạc)
Twilight (Hangul: 트와일라잇) là một nhóm nhạc nam gồm bảy thành viên trực thuộc Yeil Entertainment. Nhóm ra mắt lần đầu vào ngày 3 tháng 8 năm 2011 với đĩa đơn kỹ thuật số "Without U".
Sau khi phát hành đĩa đơn đầu tay, Siwoo đã rời nhóm vì vấn đề sức khỏe và không thể biểu diễn cho buổi biểu diễn đầu tay của nhóm trên Music Bank, diễn ra vào ngày 16 tháng 9 năm 2011.
Vào tháng 11 năm 2011, Sangmin và Zeno rời nhóm và được thay thế bằng Black, Tien và Taesung trong lần trở lại đầu tiên.
Nhóm đã tan rã vào năm 2012.
Sau khi nhóm tan rã, vào ngày 26 tháng 6 năm 2014 và ngày 8 tháng 10 năm 2015, hai thành viên Heecheon (nay là nghệ danh Heecho, hiện đang hoạt động ở nhóm ORβIT, cựu thành viên nhóm HALO) và Tien (nay là nghệ danh Kichun, hiện đang hoạt động ở nhóm WE:A, cựu thành viên nhóm BIGFLO) đã chính thức hoạt động tại hai nhóm HALO và BIGFLO. Tại thời điểm năm 2014 và 2015 thì nghệ danh Heecheon ở nhóm HALO vào năm 2014 vẫn được giữ nguyên, còn năm 2015 thì nghệ danh Tien chính thức được đổi tên nghệ danh Kichun khi anh chính thức hoạt động ở nhóm BIGFLO.

## Thành viên
| Tên                                                                                  | Năm hoạt động |
| ------------------------------------------------------------------------------------ | ------------- |
| Sangmin (Hangul: 상민)                                                               | 2011          |
| Siwoo (Hangul: 시우)                                                                 | 2011          |
| Zeno (Hangul: 제노)                                                                  | 2011          |
| Siwan (Hangul: 시완)                                                                 | 2011–2012     |
| Jaeyoon (Hangul: 재윤)                                                               | 2011–2012     |
| Heecheon (Hangul: 희천) nay là nghệ danh Heecho (tiếng Nhật: ヒチョ), (Hangul: 히쵸) | 2011–2012     |
| Minyeong (Hangul: 민영)                                                              | 2011–2012     |
| Black (Hangul: 블랙)                                                                 | 2012          |
| Tien (Hangul: 티엔) nay là nghệ danh Kichun (Hangul: 기천)                           | 2012          |
| Taesung (Hangul: 태성)                                                               | 2012          |

## Danh sách đĩa nhạc

### Album nhỏ
- Twilight (2012)

### Đĩa đơn kỹ thuật số
- "Without U" (2011)

### Hợp tác
- "YGK 국토대장정 캠페인 송" (với Shin Ja-yu và Lee Yun-jong) (2012)

### OST
- "옥탑방 왕세자 OST Part.3" ("사랑은 어려워") (2012)

## Thông tin
- Siwan, Jaeyoon, Sangmin, Siwoo và Zeno đã từng là thành viên của nhóm trước khi ra mắt 20star.